# 金士宣
金士宣（1900年—1992年），浙江省东阳县泉府村人，中国近代铁路科学家。

## 生平
早年毕业于杭州宗文中学。1923年，毕业于北京交通大学。1924年，攻读美国宾夕法尼亚大学经济学，1927年获博士学位。1932年，任杭江铁路工程局运输科长。1934年，任平绥铁路局车务处长。次年，改任铁道部业务司帮办。1937年，任浙赣铁路局副局长。1949年，担任北方交通大学副校长。